# Piezocera monochroa
Piezocera monochroa là một loài bọ cánh cứng trong họ Cerambycidae.